# Międzynarodówkowa Robotnicza Lewica
Międzynarodówkowa Robotnicza Lewica (grecki, Διεθνιστική Εργατική Αριστερά, Diethnistiki Ergatiki Aristera) – grecka rewolucyjno-marksistowska partia polityczna, powstała w 2001 roku w wyniku rozłamu w SEK-IST. Ugrupowanie jest członkiem koalicji SYRIZA oraz działa w Europejskim Forum Społecznym.
Partia w swoim programie odwołuje się do nauk Marksa i Engelsa, jednocześnie zachowując pozytywny stosunek do rewolucji październikowej i Włodzimierza Lenina (pozostaje w opozycji do stalinizmu, odnosi się do Lwa Trockiego).
Organizacja wydaje pisma Ergatiki Aristera i Diethnistiki Aristera.
Studencką organizacją partii jest Μαθητές μαθήτριες Ενάντια στο Σύστημα, ΜΕΣ (Studenci Przeciw Systemowi).